# Ralph Lenney
Ralph Curry Lenney (* 11. Januar 1895 in South Shields; † 10. November 1971 in Cleadon) war ein englischer Fußballspieler.

## Karriere
Lenney wechselte im Februar 1922 vom Hebburn Colliery Club zum englischen Erstligisten West Bromwich Albion. Dort spielte er in den folgenden 16 Monaten regelmäßig für das Reserveteam des Klubs, zu einem Einsatz für die erste Mannschaft kam er aber nicht. In der Sommerpause 1923 wechselte er in die Third Division North zum walisischen Klub AFC Wrexham und gehörte zu Saisonbeginn als linker Außenstürmer zur Stammelf, ehe er im Oktober 1923 seinen Platz an Jesse Williams verlor. Im Januar 1924 kam Lenney als Vertretung von Billy Jackson noch als Mittelstürmer zu einem Einsatz, bevor er den Verein am Saisonende wieder verließ und in die North-Eastern League zu Carlisle United wechselte.